# Westlock
Westlock es un pueblo canadiense situado en la provincia de Alberta.

## Superficie
Westlock tiene una superficie de 13,37 km².

## Demografía
En 2021, tenía 4921 habitantes, una densidad poblacional de 368 hab./km², y 2385 viviendas.